# 刘星灿
刘星灿（1937年—2021年9月25日），女，湖南湘乡人，中国共产党党员。捷克文翻译家、作家。笔名星灿、乐辛。丈夫是捷克文学翻译家白崇礼。

## 生平
湖南湘乡人。1953年考入武汉大学中文系，大二被选派出国交换。1960年毕业于布拉格查理大学捷克语言文学系捷克文学专业。回国后历任对外文化联络委员会中捷文化交流及中捷友好协会干部，北京第二外国语学院东欧语系捷语教研组长，人民文学出版社编辑、副编审、编审。北京东城区人民代表。1985年加入中国作家协会。
2021年9月25日因心脏病于加拿大温哥华去世。

## 翻译
《好兵帅克历险记》、《紫罗兰》、《情与火》、《捷克·斯洛伐克民间故事选》、《世界童话之树》、《捷克·斯洛伐克文学简史》、《再向前》、《芭蓉卡》等。

## 合著
- 希哈. . 世界名著金库. 由宛庚 / 乐辛翻译. 少年儿童出版社. 1997年11月. ISBN 9787532424573.

## 荣誉
1990年获捷克斯洛伐克文学基金会授予的涅兹凡尔奖。《捷克和斯洛伐克儿童文学插图选》获1993年冰心文学奖。